# Hecalus chilensis
Hecalus chilensis är en insektsart som beskrevs av Mckamey och Hicks 2007. Hecalus chilensis ingår i släktet Hecalus och familjen dvärgstritar. Inga underarter finns listade i Catalogue of Life.